# Milica Mirczewa
Milica Mirczewa, bułg. Милица Мирчева (ur. 24 maja 1994 w Dobriczu) – bułgarska lekkoatletka specjalizująca się w biegu maratońskim, uczestniczka igrzysk olimpijskich w Rio de Janeiro.

## Życiorys
Wzięła udział w biegu maratońskim kobiet podczas igrzysk w 2016 roku. Uzyskała czas 2:51,06 i zajęła 108. miejsce.